# Gaecheonjeol
Gaecheonjeol (en hangul: 개천절) és un dia festiu a Corea del Sud que se celebra el 3 d'octubre. Gaecheon significa «el cel s'obre». És un festiu nacional a Corea del Sud, mentre que a Corea del Nord és un dia de commemoració.
El dia celebra l'aniversari de la fundació de Corea en 2333 a.C. quan Gojoseon va ser fundada per Dangun. Gaecheon indica el 3 d'octubre en 2457 a.C., quan Hwangung ve des del cel a la terra per viure amb la seva gent. Dangun és un fill de Hwangung i primer rei en la historia coreana que és descrit en molts textos coreans com l'origen dels coreans.
El mes d'octubre es deia Sangdal (El mes d'origen o principi) perquè es realitzava la cerimònia de collita en qualitat d'acció de gràcies. Després de la desaparició de Gojoseon, els regnes coreans se succeeixen en altres noms com ‘‘Dongmaeng’’ en Goguryeo, Yeonggo en Buyeo i Gyeum en Mahan, etcètera.
Sota Silla i després Goryeo, se celebren en forma de Palgwanhoe, una cerimònia budista en les corts.
Durant l'Ocupació japonesa de Corea, Na Cheol, un líder dels coreans contra del govern japonès, celebrava la cerimònia de Gaecheonjeol. El govern provisional de la República de Corea també va designar el mateix dia com celebrar la fundació del país coreà des de 1919. Després de la independència amb Japó, el govern sud-coreà va començar a celebrar-ho des de 1948.